# Chendamangalam
 (avril 2020).
Chendamangalam (ou Chennamangalam, ou encore Chenot[réf. souhaitée]) est une ville dans le Kerala, en Inde.
Sa population était de 28 133 habitants en 2001[réf. nécessaire].

## Histoire
Une petite communauté juive s'est établie très tôt en ville, avant de partir à Cochin : Juifs de Cochin.
L'ancienne synagogue a été restaurée.